# Серизи (Сома)
Серизи (фр. Cerisy) насеље је и општина у североисточној Француској у региону Пикардија, у департману Сома која припада префектури Перон.
По подацима из 2011. године у општини је живело 483 становника, а густина насељености је износила 44,19 становника/km². Општина се простире на површини од 10,93 km². Налази се на средњој надморској висини од 68 метара (максималној 92 m, а минималној 32 m).

## Демографија
| 1962. | 1968. | 1975. | 1982. | 1990. | 1999. | 2011. |
| ----- | ----- | ----- | ----- | ----- | ----- | ----- |
| 332   | 358   | 337   | 337   | 342   | 387   | 483   |

График промене броја становника у току последњих година